# In Stereo (album av Bomfunk MC's)
In Stereo är debutalbumet av den finska musikgruppen Bomfunk MC's. Det gavs ut den 2 juni 1999 och innehåller 14 låtar.

## Låtlista
| Nr  | Titel                                       | Längd |
| --- | ------------------------------------------- | ----- |
| 1.  | Uprocking Beats                             | 3:41  |
| 2.  | Other Emcee's                               | 3:48  |
| 3.  | B-Boys & Flygirls                           | 3:14  |
| 4.  | Freestyler                                  | 5:06  |
| 5.  | Rocking, Just to Make Ya Move               | 3:45  |
| 6.  | Sky's the Limit                             | 3:58  |
| 7.  | Stir Up the Bass                            | 3:36  |
| 8.  | Fashion Styley                              | 4:40  |
| 9.  | 1,2,3,4                                     | 4:05  |
| 10. | Rock, Rocking tha Spot                      | 3:15  |
| 11. | In Stereo                                   | 4:48  |
| 12. | Uprocking Beats (JS 16 Sound Design)        | 5:02  |
| 13. | B-Boys & Flygirls (DJ Gismo Goes Funky Mix) | 4:01  |
| 14. | Spoken Word                                 | 4:42  |

## Listplaceringar
| Lista               | Topplacering |
| ------------------- | ------------ |
| Australien          | 24           |
| Belgien (Flandern)  | 11           |
| Belgien (Vallonien) | 21           |
| Finland             | 1            |
| Frankrike           | 73           |
| Nederländerna       | 35           |
| Norge               | 2            |
| Nya Zeeland         | 13           |
| Schweiz             | 12           |
| Sverige             | 6            |
| Österrike           | 11           |